# Municipio de Oak Valley (Kansas)
El municipio de Oak Valley (en inglés: Oak Valley Township) es un municipio ubicado en el condado de Elk en el estado estadounidense de Kansas. En el año 2010 tenía una población de 143 habitantes y una densidad poblacional de 1,23 personas por km².

## Geografía
El municipio de Oak Valley se encuentra ubicado en las coordenadas 37°22′9″N 96°0′9″O / 37.36917, -96.00250. Según la Oficina del Censo de los Estados Unidos, el municipio tiene una superficie total de 116.54 km², de la cual 115,43 km² corresponden a tierra firme y (0,96 %) 1,11 km² es agua.

## Demografía
Según el censo de 2010, había 143 personas residiendo en el municipio de Oak Valley. La densidad de población era de 1,23 hab./km². De los 143 habitantes, el municipio de Oak Valley estaba compuesto por el 93,01 % blancos, el 4,2 % eran amerindios, el 0,7 % eran isleños del Pacífico y el 2,1 % eran de una mezcla de razas. Del total de la población el 0,7 % eran hispanos o latinos de cualquier raza.